# بودمان-لودویگسهافن
بودمان-لودویگسهافن (به آلمانی: Bodman-Ludwigshafen) یک شهر در آلمان است که در کونشتانتس واقع شده‌است. بودمان-لودویگسهافن ۴٬۲۸۱ نفر جمعیت دارد.

## خواهرخوانده
شهر موگلن خواهرخواندهٔ بودمان-لودویگسهافن هست.